# Jocky TV
A Jocky TV a TV2 Média Csoport klasszikus sorozatokat sugárzó csatornája, amely 2019. február 17-én indult. A csatorna névadója Jockey Ewing, a Dallas egyik főszereplője.
A csatorna hangja Csankó Zoltán, a Dallas Bobbyjának magyar hangja.

## Története
A TV2 Média Csoport 2018. május 8-án bejelentette, hogy egy új, retró sorozatokra koncentráló televíziós csatornát indít. Piaci felméréseik alapján a magyar közönség még mindig nagyon kedveli a régi, klasszikus sorozatokat. Ezen nézői igényekre válaszul a Jocky TV kínálatában a Dallas, a Columbo és más, jól ismert kedvenceket nézhetik újra a műfaj rajongói. A csatorna indulását eredetileg 2018 őszére tervezték, ám erre csak 2019. február 17-én került sor.
A csatorna tesztadása 2019. február 12-én kezdődött, először tesztábrával, majd ajánlókkal. A csatorna végül az év február 17-én, 8 órakor indult a Dallas: Ahogyan kezdődött című filmmel.
A csatorna indulása előtt a csatorna román médiajoghatósággal került, amely ezzel a román CNA-tól kapta a sugárzási engedélyt, amely 2018. szeptember 11-én került sor.
2025. január 1. óta a csatornán látható sorozatok visszanézése kizárólag a TV2 Play Prémium szolgáltatásán keresztül érhető el.